# Porocyphus leptogiella
Porocyphus leptogiella är en lavart som först beskrevs av William Nylander och fick sitt nu gällande namn av L. T. Ellis. 
Porocyphus leptogiella ingår i släktet Porocyphus och familjen Lichinaceae. Inga underarter finns listade i Catalogue of Life.